# Miguel Ángel Perera

Miguel Ángel Perera, né le 27 novembre 1983 à Puebla del Prior (Espagne, province de Badajoz), est un matador espagnol.

## Présentation

### Carrière
- Débuts en novillada avec picadors : Saint-Sébastien (Espagne, province du Guipuscoa), le 23 février 2002, aux côtés de Andrés Palacios et Arturo Macías. Taureaux de la ganadería de Maria del Carmen Camacho García.
- Présentation à Madrid : 6 juin 2004 aux côtés de Morenito de Aranda et Ismael López. Cinq novillos de la ganadería de El Ventorrillo et un de la ganadería de Alejandro Vázquez.
- Alternative : Badajoz le 23 juin 2004. Parrain « El Juli » ; témoin, Matías Tejela. Taureaux de la ganadería de Jandilla.
- Confirmation d’alternative à Madrid : 26 mai 2005. Parrain, César Rincón ; témoin, Matías Tejela. Taureaux de la ganadería de Jandilla.

En 2009, 2e de l'escalafón derrière El Fandi, il a toréé 78 corridas, coupé 126 oreilles et 8 queues.